# Geotrogus gabalus
Geotrogus gabalus är en skalbaggsart som beskrevs av Jean Baptiste Lucien Buquet 1840. Geotrogus gabalus ingår i släktet Geotrogus och familjen Melolonthidae. Inga underarter finns listade i Catalogue of Life.